# Tremellaceae
Tremellaceae is een botanische naam, voor een familie van schimmels die behoort tot de orde Tremellales. De familie is kosmopolitisch en bevat zowel teleomorfe als anamorfe soorten, waarvan de meeste gisten zijn. Alle teleomorfen in de Tremellaceae zijn parasieten van andere schimmels, hoewel de gisttoestanden wijdverbreid zijn en niet beperkt tot gastheren. Basidiocarps (vruchtlichamen), indien geproduceerd, zijn gelatineus.
De familie omvat momenteel het enkele geslacht Tremella, dat ongeveer 40 soorten bevat. De naam besloeg voorheen een veel breder scala aan geslachten binnen de Tremellales, maar moleculair onderzoek, gebaseerd op cladistische analyse van DNA-sequenties, plaatst deze geslachten nu in aparte families.

## Geschiedenis
Fries creëerde de familie Tremellaceae (als 'Tremellini') in 1821, gebaseerd op de macromorfologie van vruchtlichamen. Het omvatte de meeste soorten schimmels die gelatineus waren, en verdeelde het in de geslachten Agyrium, Dacrymyces, Exidia, Hymenella, Naematelia en Tremella. Agyrium en Hymenella worden nu Ascomycota genoemd, evenals verschillende soorten Fries die in Dacrymyces en Tremella zijn geplaatst.
In 1900 herzag Patouillard de familie radicaal door de nadruk te verleggen naar de micromorfologie van vruchtlichamen. Voor Patouillard waren de Tremellaceae beperkt tot geslachten en soorten waarin de basidia "tremelloid" waren (bolvormig tot ellipsvormig met verticale of diagonale septa), ongeacht of de vruchtlichamen gelatineus waren of niet. Patouillard's herziene Tremellaceae omvatte de geslachten Clavariopsis (= Holtermannia), Ditangium, Exidia, Guepinia, Heterochaete, Hyaloria, Protomerulius, Sebacina, Sirobasidium, Tremella en Tremellodon (= Pseudohydnum).
De volgende grote herziening was in 1984, toen Robert Bandoni transmissie-elektronenmicroscopie gebruikte om de ultrastructuur van het septale porie-apparaat in soorten van de Tremellaceae te onderzoeken. Hieruit bleek dat Tremella en zijn bondgenoten verschilden van Exidia en zijn soortgenoten, ondanks dat beide groepen tremelloide basidia hadden. Bandoni verwees de laatste groep naar de Auriculariaceae en beperkte de Tremellaceae tot de geslachten Holtermannia, Tremella en Trimorphomyces. Het geslacht Sirobasidium en zijn soortgenoten werden in de Sirobasidiaceae geplaatst.

## Huidige status
Moleculair onderzoek, gebaseerd op cladistische analyse van DNA-sequenties, bevestigt Bandoni's splitsing tussen de tremelloide- en exidioïde-schimmels en breidt de omschrijving van de tremelloide-groep uit door verschillende soorten op te nemen waarvan de status voorheen onzeker was. Het heeft echter aangetoond dat de Tremellaceae (zoals eerder omschreven) polyfyletisch (dus kunstmatig) is en dat de meeste geslachten tot verschillende families behoren. Als gevolg hiervan is de Tremellaceae nu beperkt tot het geslacht Tremella, dat zelf beperkt is tot die soorten die nauw verwant zijn aan het type Tremella mesenterica.

## Geslacht
Het bestaat uit de volgende genera
- Dictyotremella
- Hormomyces
- Neotremella
- Sirotrema
- Tremella